# Campeonato Alemán de Fútbol 1943
El Campeonato Alemán de Fútbol 1943 fue la 36.ª edición de la máxima competición futbolística de Alemania. A partir de esta temporada, y por el empeoramiento de la situación de la guerra, algunos campeonatos regionales estaban dispersos, y hubo un campeonato alemán de 29 equipos.

## Clasificación
| Holstein Kiel | 4 – 0 | TSG Rostock |

| TSG Rostock | 1 – 1 | Holstein Kiel |

## Fase final

### Ronda preliminar
| VfB Königsberg | 3 – 1 | SV Neufahrwasser |

| DWM Posen | 1 – 3 | SG Warschau |

| Luftwaffen-SV Pütnitz | 0 – 2 | Berliner SV 92 |

| SV Dessau 05 | 1 – 2 | Dresdner SC |

| Eintracht Braunschweig | 5 – 1 | SC Victoria Hamburg |

| Spielverein 06 Kassel | 1 – 8 | Schalke 04 |

| TuS Neuendorf | 0 – 2 | SV Victoria 11 Köln |

| FV Saarbrücken | 5 – 1 | Mülhausen 93 |

| Núremberg | 1 – 3 | VfR Mannheim |

| VfB Stuttgart | 0 – 3 | Múnich 1860 |

| First Vienna FC | 5 – 2 | Militär-SV Brünn |

Un primer partido entre Berliner SV 92 y Luftwaffen-SV Pütnitz fue jugado el 2 de mayo de 1943 en Berlín, y terminó 2-2 luego del tiempo suplementario.
Holstein Kiel, SpVgg Wilhelmshaven, Kickers Offenbach y Westende Hamborn accedieron al siguiente turno por sorteo.

### Octavos de final
| SG Warschau | 1 – 5 | VfB Königsberg |

| Luftwaffen-SV Reinicke-Brieg | 0 – 8 | First Vienna FC |

| Berliner SV 92 | 0 – 2 | Holstein Kiel |

| Dresdner SC | 4 – 0 | Eintracht Braunschweig |

| Schalke 04 | 4 – 1 | SpVgg Wilhelmshaven |

| VfR Mannheim | 8 – 1 | Westende Hamborn |

| SV Victoria 11 Köln | 0 – 5 | FV Saarbrücken |

| Múnich 1860 | 2 – 0 | Kickers Offenbach |

Debido a una irregularidad en la posición de un jugador, el VfB Königsberg fue excluido, y su lugar fue ocupado por SV Neufahrwasser.

### Cuartos de final
| SV Neufahrwasser | 0 – 4 | Dresdner SC |

| Holstein Kiel | 4 – 1 | Schalke 04 |

| First Vienna FC | 2 – 0 | Múnich 1860 |

| FV Saarbrücken | 3 – 2 | VfR Mannheim |

### Semifinales
| Dresdner SC | 3 – 1 | Holstein Kiel |

| FV Saarbrücken | 2 – 1 | First Vienna FC |

### Tercer puesto
| Holstein Kiel | 4 – 1 | First Vienna FC |

### Final
| Dresdner SC | 3 – 0 | FV Saarbrücken |

|                               |
| Campeón Dresdner SC 1° título |